# Jech Tic
Jech Tic är en ort i Mexiko.   Den ligger i kommunen Chamula och delstaten Chiapas, i den sydöstra delen av landet, 700 km öster om huvudstaden Mexico City. Jech Tic ligger 2 484 meter över havet och antalet invånare är 107.
Terrängen runt Jech Tic är kuperad åt nordost, men åt sydväst är den bergig. Jech Tic ligger uppe på en höjd. Runt Jech Tic är det tätbefolkat, med 550 invånare per kvadratkilometer. Närmaste större samhälle är San Cristóbal de las Casas, 16,4 km sydost om Jech Tic. I omgivningarna runt Jech Tic växer huvudsakligen savannskog.